# Lymantria loacana
Lymantria loacana är en fjärilsart som beskrevs av Semper 1898. Lymantria loacana ingår i släktet Lymantria och familjen tofsspinnare. Inga underarter finns listade i Catalogue of Life.